# Esther Szekeresová
Esther Szekeresová, roz. Kleinová (20. února 1910 Budapešť, Rakousko-Uhersko – 28. srpna 2005 Adelaide, Austrálie) byla matematička židovského původu narozená v Maďarsku a většinu života žijící v Austrálii. Byla manželkou George Szekerese, též známého matematika. Zabývala se především diskrétní matematikou, zejména oborem kombinatoriky.
Manželé Szekeresovi uprchli před fašisty do Šanghaje, kde se jim narodil syn Peter, v roce 1948 odtud odešli do Austrálie.
Ester Szekeresová přednášela mnoho let matematiku na Macquarie University, jejíž čestný doktorát obdržela v roce 1990.